# Maurice Lippensplein
Het Maurice Lippensplein (vroeger: Dorpsplein en Dorpsplaats) is een plein in de stad Knokke dat vernoemd is naar de stichter van het Zoute en de toenmalige gouverneur van Oost-Vlaanderen, Maurice Lippens. Het plein is in het zuiden van het stadscentrum gelegen en is omgeven door een rotonde.

## Geschiedenis
In 1855 werd er kerkgrond aangekocht waar een gemengde gemeenteschool gebouwd moest worden met een woning voor een leraar. Omdat het pleintje van de school zo dicht bij de kerk gelegen was, begon het dienst te doen als markt. Deze markt bleef bestaan tot 1903 en verhuisde toen naar het A. Verweeplein. Het gemeentehuis bevond zich lange tijd op het plein in een gebouw dat dateerde van 1639. Later werd het een hotel, maar in 1999 werd het gebouw definitief afgebroken. De aanleg tot het huidige Maurice Lippensplein gebeurde in 1932, in het kader van de bouw van het eerste grote treinstation aan het Dorpsplein. Dit is mogelijks te wijten aan de uitbreiding van de lijn vanuit Heist die in 1926 werd aangelegd. Daardoor moest het schooltje verdwijnen. Tijdens de Tweede Wereldoorlog werd het stationsgebouw zwaar vernield en werd daardoor in 1956 vervangen. Vandaag is het plein bebouwd met eenvoudige rijhuizen van drie bouwlagen, waarvan de meeste dateren van of grondig verbouwd zijn in de tweede helft van de 20ste eeuw.